# NBR-Klasse H
Die Dampflokomotiven der Klasse H der schottischen Bahngesellschaft North British Railway (NBR) waren für den Schnellzugverkehr vorgesehene Lokomotiven der Achsfolge 2’B1’ (Atlantic). Insgesamt wurden 22 Stück dieser mit einem Zweizylinder-Triebwerk ausgerüsteten Maschinen nach einem Entwurf von William Reid, dem Locomotive Superintendent der NBR, für den Einsatz vor hochwertigen Schnellzügen auf dem sich zwischen Carlisle und Aberdeen erstreckenden Netz der NBR in den Jahren zwischen 1906 und 1921 beschafft. Zunächst noch als Nassdampflokomotiven konzipiert, wurden sie ab 1915 schrittweise mit Überhitzern ausgerüstet, wobei die noch nicht umgerüsteten Maschinen als Klasse I bezeichnet wurden. Die London and North Eastern Railway (LNER), in der die NBR 1923 aufgegangen war, ordneten die noch nicht umgebauten Nassdampflokomotiven als Klasse C10 und die Heißdampflokomotiven als Klasse C11 in ihren Bestand ein. Bis 1925 rüstete sie die letzten C10 mit Überhitzern nach und ordnete sie ebenfalls der Klasse C11 zu. Nach Einführung der neuen LNER-Klasse A1 mussten die C11-Lokomotiven schrittweise auch Leistungen auf Nebenfernstrecken im LNER-Netz übernehmen, aus denen sie jedoch nach wenigen Jahren durch die neue LNER-Klasse D49 verdrängt wurden. Zwischen 1933 und 1939 wurden alle Lokomotiven abgestellt und anschließend verschrottet, es blieb keine erhalten.

## Geschichte
Im Bestreben, zur konkurrierenden Caledonian Railway wettbewerbsfähig zu bleiben, beschloss die NBR 1905, leistungsfähigere Schnellzuglokomotiven zu beschaffen. Die bisherigen Lokomotiven der Achsfolge American, wie etwa die von Reids Vorgänger Matthew Holmes eingeführte NBR-Klasse K und die in ihren Ursprüngen noch aus dem Jahr 1877 stammende, vom damaligen Chefingenieur Dugald Drummond entworfene NBR-Klasse M, reichten für die steigenden Zuglasten nicht mehr aus. Die Konstruktionsarbeiten wurden wesentlich von Walter Chalmers übernommen, dem Chefzeichner der NBR-Konstruktionsbüros und späteren Nachfolger von Reid. Im Unterschied zur Caledonian Railway, die auf Ten-Wheeler (Achsfolge 2’C) setzte, wählte Reid die Achsfolge 2’B1’ (Atlantic). Der mit dieser Achsfolge mögliche kürzere feste Radstand war für die teils kurvenreichen Hauptstrecken der NBR wie etwa die Waverley Line oder die Bahnstrecke Edinburgh–Dundee besser geeignet. Auch spätere Versuchsfahrten mit Ten-Wheelern anderer Bahngesellschaften, die ab 1907 stattfanden, bestätigten die NBR in dieser Entscheidung.
Das erste Baulos der neuen Klasse umfasste 14 Stück, die alle von der North British Locomotive Company (NBL) in Glasgow gebaut wurden. Zunächst kam es jedoch bei ihrem Einsatz zu erheblichen betrieblichen und technischen Problemen. Die vorhandenen Drehscheiben waren für die Klasse H, die größten Lokomotiven der NBR, zu kurz. Sie mussten kurzfristig ausgetauscht werden. Zudem entwickelten die neuen Lokomotiven bei höheren Geschwindigkeiten erhebliche Schwingungen. Die NBR beauftragte daraufhin Henry A. Ivatt, den Locomotive Superintendent der Great Northern Railway (GNR) mit einer Untersuchung. Er beurteilte die Maschinen grundsätzlich positiv, empfahl jedoch Verbesserungen beim Massenausgleich durch eine Verkleinerung der Gegengewichte sowie eine Beschränkung der Höchstgeschwindigkeit im Gefälle auf 55 mph (ca. 88,5 km/h). Weitere Vorschläge waren eine Reduzierung der Zylinderdurchmesser und die Verwendung leichterer Triebwerksteile wie etwa Kreuzköpfe und Kuppelstangen. Mit dem Gutachten von Ivatt war die NBR nicht zufrieden und veranlasste eine weitere Untersuchung durch Vincent Raven, den späteren Chefingenieur der North Eastern Railway (NER). Auch Raven beurteilte die Maschinen positiv und empfahl lediglich kleinere Anpassungen an den Kolbenschiebern und dem Blasrohr. Letztlich zeigte sich, dass die Probleme auch durch einen für die schweren Maschinen unzureichenden Gleiszustand verursacht worden waren.
Nachdem die ersten Probleme behoben waren, bewährten sich die Maschinen bald vor den Expresszügen der NBR. Die ersten 14 Lokomotiven wurden in den Depots in Eastfield (bei Glasgow), St. Margaret’s (in Edinburgh) und Carlisle stationiert. Von Eastfield aus bespannten sie Züge auf der NBR-Hauptstrecke zwischen Glasgow Queen Street und Edinburgh Waverley über Falkirk. Bereits 1907 wurden sie nach Aberdeen umstationiert und übernahmen Züge in Richtung Dundee und Edinburgh. Die Edinburgher Lokomotiven wurden vor Zügen auf der Waverley Line nach Carlisle (gemeinsam mit den dort stationierten Maschinen) sowie in Richtung Aberdeen und Perth eingesetzt. 1911 lieferte Robert Stephenson & Co. weitere sechs Maschinen der Klasse, die alle in Edinburgh stationiert wurden, zwei davon wechselten jedoch bald nach Carlisle, um die dortigen Maschinen auf der Waverley Line zu unterstützen.
Ab 1915 rüstete die NBR erste Exemplare der Klasse mit Überhitzern der Bauart Robinson aus und ordnete die verbleibenden Nassdampflokomotiven als Klasse I ein. 1921 erhielt die NBR zwei letzte Maschinen der Klasse, die wieder von NBL geliefert wurden und bereits ab Werk mit Überhitzern ausgerüstet waren. Zum Zeitpunkt des „Groupings“, bei dem die NBR infolge des Railways Act 1921 zum 1. Januar 1923 in der neugegründeten London and North Eastern Railway (LNER) aufging, waren bereits alle 1906 gelieferten Maschinen auf Heißdampf umgebaut. Die LNER ordnete diese und die 1921 gelieferten Lokomotiven als Klasse C11 ein, die sechs Maschinen des Baujahrs 1911 wurden als Klasse C10 bezeichnet. Sie wurden von der LNER bis 1925 umgebaut und dann ebenfalls als C11 eingeordnet.
Die LNER setzte die Lokomotiven von Edinburgh aus auch auf der East Coast Main Line (ECML) bis Newcastle ein, auf der sie zu NBR-Zeiten nur wenige Leistungen erbracht hatten. Da die südlich benachbarte NER Bespannungsrechte auf dem NBR-Abschnitt der ECML zwischen Edinburgh und Berwick hatte, hatte die NBR dort nur wenige Schnellzugleistungen zu fahren gehabt. Nun übernahmen sie auch wichtige Leistungen wie etwa den Pullmanzug Queen of Scots. Nachdem die neuen Pacifics der Klasse A1 ab 1924 schrittweise die wichtigsten Leistungen auf der ECML zwischen London und Schottland übernahmen, verloren die Atlantics diese Aufgaben bald wieder und kamen dort nur noch als Reserve beim Ausfall einer A1 oder vor Sonderleistungen zum Einsatz. Letztere führten sie gelegentlich weit in den Süden bis York, belegt sind einzelne Einsätze bis London Marylebone. Sie übernahmen zudem Leistungen auf weiteren Nebenfernstrecken im Netz der LNER, so etwa der vor 1923 zur NER gehörenden Newcastle and Carlisle Railway.
Anfang der 1930er Jahre kamen die Kessel der ältesten Maschinen ans Ende ihrer wirtschaftlichen Einsatzdauer. Die A1 und die daraus abgeleiteten A3 ersetzten die Atlantics bereits seit Ende der 1920er Jahre vor ihren bisherigen Leistungen auf der ECML, für die Züge zwischen Edinburgh und Aberdeen plante Nigel Gresley, der Chefingenieur der LNER, den Bau der neuen Mikados der LNER-Klasse P2. Auch die seit 1927 beschafften 2’B-Maschinen der LNER-Klasse D49 hatten den C11 bereits Leistungen abgenommen. Die LNER beschloss daher aus wirtschaftlichen Gründen, auf einen Ersatz der Kessel zu verzichten. Ab 1933 begannen einzelne Ausmusterungen, in diesem Jahr stellte die LNER zwei Maschinen ab. 1934 wurde lediglich eine Lokomotive ausgemustert, 1935 folgten drei weitere Exemplare. 1936 und 1937 wurden alle 16 übrigen Maschinen abgestellt und meist bald verschrottet. Lediglich die Lokomotive 9875 Midlothian, die zunächst zur Erhaltung vorgesehen war, wurde im Juni 1938 zunächst wieder in Dienst gestellt. Nach Beginn des Zweiten Weltkriegs musste sie jedoch im November 1939 wieder abgestellt werden. Während des Krieges wurde sie letztlich doch verschrottet, um Rohstoffe für die sprunghaft gestiegene Kriegsproduktion zu gewinnen.

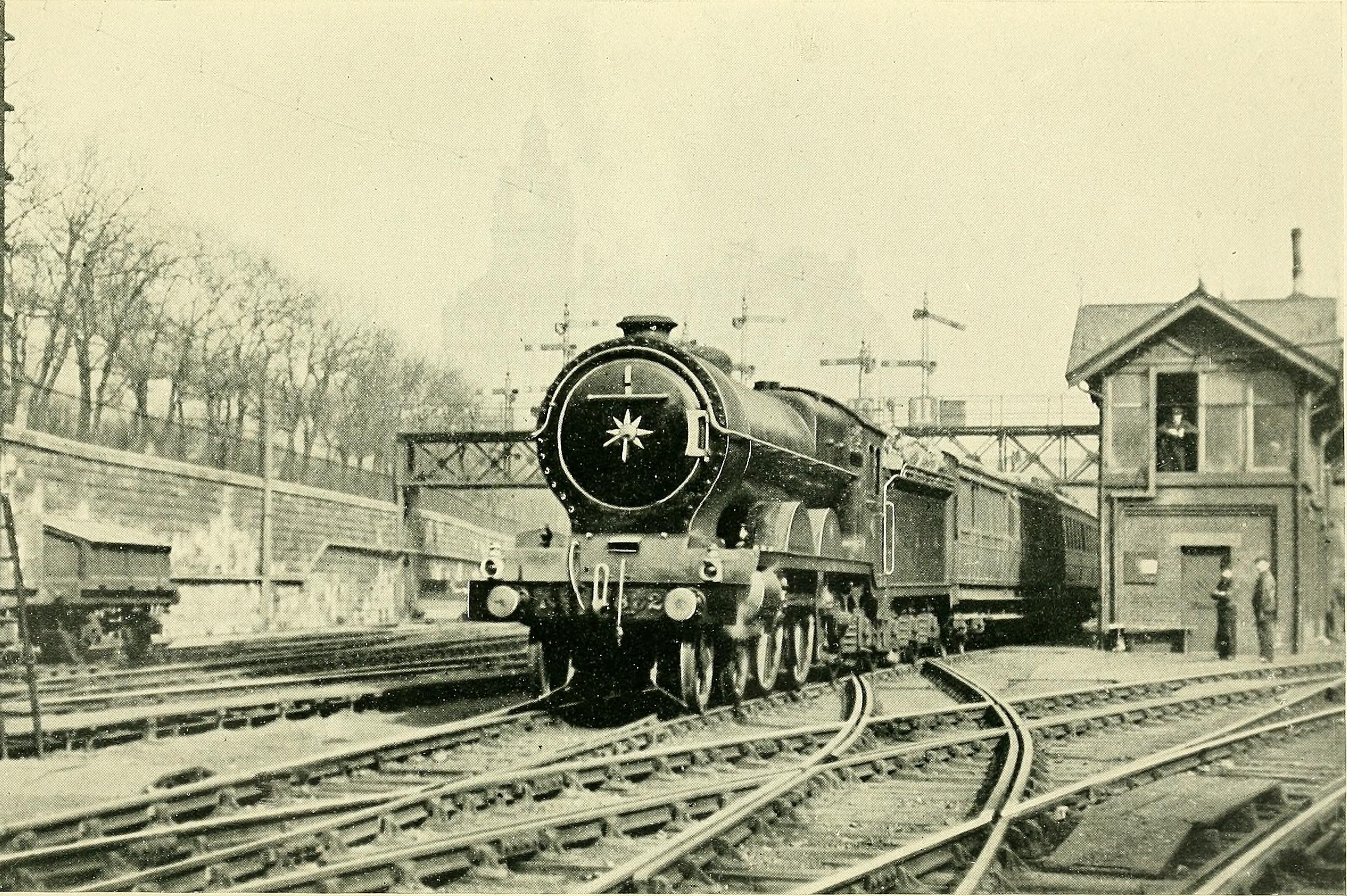
Lokomotive 872 Auld Reekie verlässt mit einem Personenzug den Bahnhof Edinburgh Waverley, um 1910
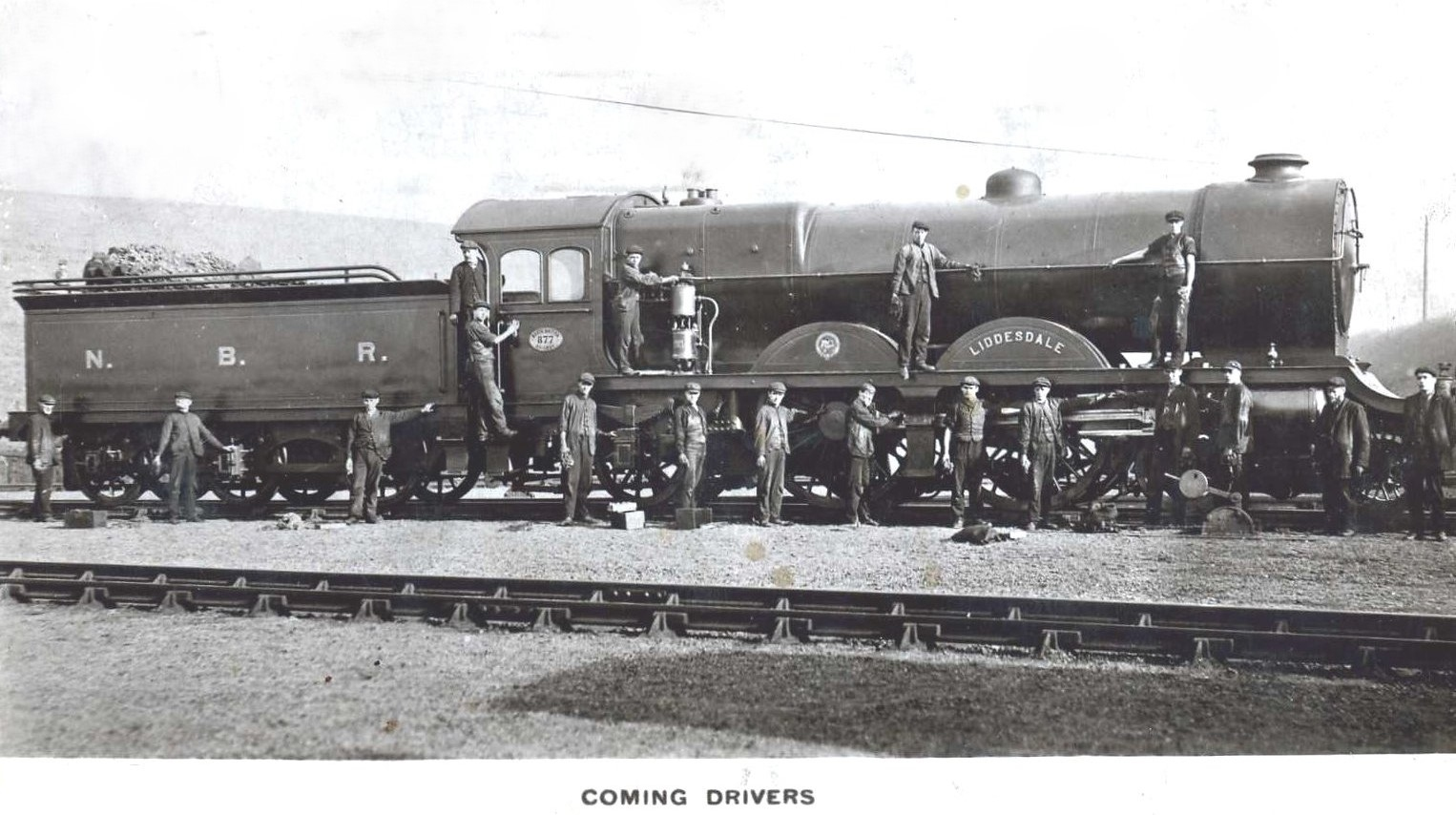
Lokomotive 877 Liddesdale, um 1908
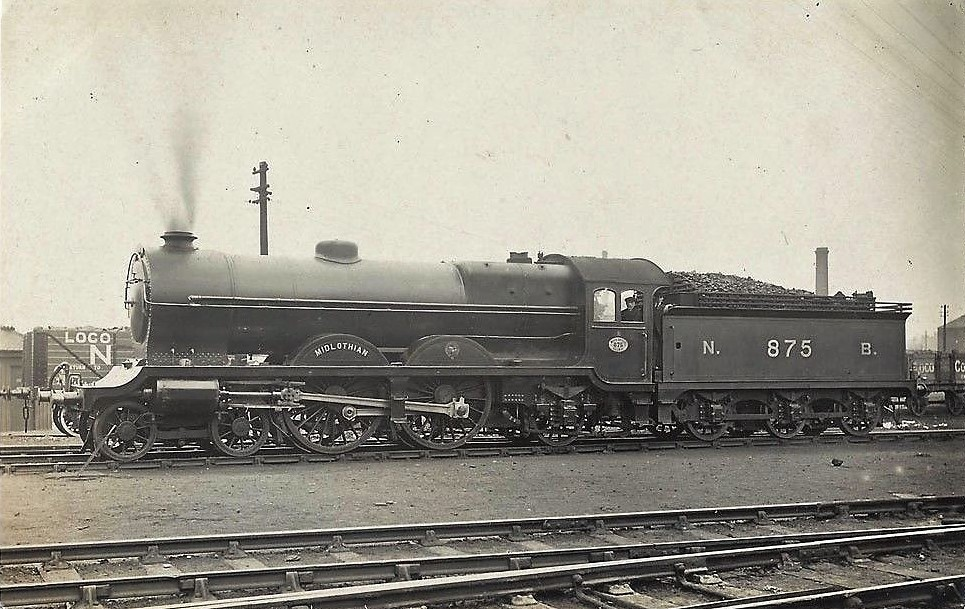
Lokomotive 875 Midlothian der NBR-Klasse H, vor 1923

## Namensgebung
Alle Lokomotiven der Klasse erhielten Namen mit Bezug zu Schottland. Die erste Lokomotive mit der Nummer 868 erhielt den Namen Aberdonian (in etwa mit Aberdeener zu übersetzen), auch weitere Lokomotiven wie etwa die Nr. 872 Auld Reekie bekamen Namen mit Bezug zu schottischen Städten. Weitere Exemplare erhielten Namen mit Bezug zu Walter Scott, wie etwa die Lokomotive 876 Waverley und die Lokomotive 879 Abbotsford. Zu finden waren auch Regionsnamen (Nr. 875 Midlothian) oder Adelstitel (Nr. 509 Duke of Rothesay). Die Stationierungen erfolgten bei der NBR so, dass die Lokomotiven mit regional verankerten Namen auf Strecken in der jeweiligen Region eingesetzt wurden.
Die LNER behielt die Namen überwiegend bis zur Ausmusterung bei. Einzige Ausnahme war die Lokomotive Nr. 9903 Cock o’ the North, die ihren Namen – der auf den Beinamen der Chiefs des Clans Gordon zurückzuführen ist – 1934 an die in diesem Jahr ausgelieferte erste P2 Nr. 2001 abgeben musste. Sie erhielt in Zweitverwendung den Namen Aberdonian, da die Lokomotive Nr. 9868, die den Namen ursprünglich getragen hatte, zu den beiden 1933 ausgemusterten C11 gehört hatte.

## Technik
Die Klasse H wies einige Konstruktionsmerkmale auf, die zuvor bei Lokomotiven der NBR nicht üblich waren. Dazu zählten die Außenzylinder und der bei keiner anderen NBR-Klasse verwendete Belpaire-Stehkessel. Reid hatte zunächst alternativ eine Dreizylinder-Verbundlokomotive erwogen. Dieser Antrieb hatte sich bei der MR-Klasse 1000 bewährt und etwa zeitgleich baute NBL für die Great Central Railway(GCR) vier damit ausgerüstete Atlantics der Klassen 8D und 8E, das Board of Directors der NBR entschied sich jedoch für die einfachere Zweizylinder-Ausführung. Einige technische Merkmale hatte die Klasse H mit den ab 1903 bei NBL gebauten Zweizylinder-Atlantics der GCR-Klasse 8B gemein, denen die GCR letztlich den Vorzug vor den Verbundvarianten gegeben hatte. Die NBR verzichtete zunächst auf Kupplungen an der vorderen Pufferbohle und installierte dort lediglich einen Bügel für eventuelle Abschleppeinsätze. Nach dem Grouping ersetzte die LNER diese durch vollwertige Schraubenkupplungen, damit war der Einsatz von Vorspannlokomotiven vor den C11 möglich.
Bis auf drei Maschinen erhielten alle Exemplare das von der NBR verwendete System zum automatischen Wechsel der Tablets für das Electric Tablet System auf ihren eingleisigen Strecken. Drei Maschinen bekamen stattdessen das von Vincent Raven bei der NER entwickelte System zur Führerstandssignalisierung eingebaut, um auf dem NER-Abschnitt der East Coast Main Line bis Newcastle fahren zu können. Da viele der kurvenreichen Einsatzstrecken Geschwindigkeitsbeschränkungen aufwiesen, installierte die LNER in allen Lokomotiven Geschwindigkeitsmesser.